# Église Notre-Dame-des-Grecs d'Agrigente
Pour les articles homonymes, voir Église Notre-Dame.
L'église Notre-Dame-des-Grecs (italien : chiesa di Santa Maria dei Greci) est un édifice religieux catholique situé à Agrigente (Sicile), en Italie.

## Histoire
L'ancienne cathédrale de rite gréco-byzantin est construite en 1200 sur les restes d'un ancien temple dorique, identifié par certains érudits avec le temple d'Athéna Lindia et Zeus Atabyrios mentionné par Polybe et possède un portail dans le style gothique chiaramontain.